# Valentin Dragnev
Valentin Dragnev (* 5. März 1999 in Wien) ist ein österreichischer Schach-Großmeister.

## Erfolge
Valentin Dragnev erlernte das Schachspiel als Kind im Familienkreis. Seine ersten Turniererfahrungen sammelte er 2008 im Alter von 9 Jahren, den ersten Bewerb gewann er 2010. Im Jahr 2011 belegte er Platz 2 bei den Wiener Meisterschaften der Alterskategorie U12 und wurde damit Landesmeister, dem schloss sich der 2. Platz bei den Österreichischen Meisterschaften U12 an. 2012 siegte Dragnev bei den Wiener Landesmeisterschaften U14, und ein Jahr später gelang ihm als 13-Jährigem das Kunststück, sowohl den U14- als auch den U16/U18-Bewerb auf Landesebene für sich zu entscheiden. Bei den Jugendstaatsmeisterschaften 2014 holte er in der Altersklasse U16 die Plätze 2 (Turnierschach), 1 (Schnellschach) und 2 (Blitzschach), 2015 in denselben Bewerben die Plätze 2, 1 und 1. Auf internationaler Ebene folgte dem Sieg bei der EU-Meisterschaft 2013 (U15) als Highlight der Triumph bei der U16-Schnellschach-Europameisterschaft 2014 in Tallinn: Gemeinsam mit Florian Mesaros, der den U14-Bewerb gewann, wurde Dragnev zum ersten Österreicher überhaupt, der einen Europameisterschaftstitel im Schach erobern konnte. Zwei Jahre später erreichte er in Novi Sad in der U18-Klasse 2. Plätze sowohl im Schnell- als auch im Blitzschach, gewann mit der österreichischen Mannschaft den Teambewerb sowie das inoffizielle „Superfinal“ aller Medaillengewinner. Bei U16-Weltmeisterschaften erreichte er im Turnierschach die Plätze 16 (2014, Südafrika) und 14 (2015, Griechenland), bei der U18-WM 2016 in Russland Rang 6, bei der U20-WM 2017 in Italien genau seinen Startrang 44. Im Februar 2020 wurde Dragnev beim Internationalen Schachopen in Graz bestplatzierter Österreicher und gewann damit den in diesem Turnier ausgespielten Staatsmeistertitel. Im August 2024 konnte er den Staatsmeistertitel erneut gewinnen.

## Titel
2011 begann Dragnev mit strukturiertem Schachtraining und gehörte dann den Jugendkadern des Wiener Schachverbandes als auch des Österreichischen Schachbundes an. Gegen Ende der Saison 2011/12 kam er für den SK Ottakring erstmals in der 2. Bundesliga Ost sowie in der Wiener Landesliga, der höchsten Spielklasse der Wiener Mannschaftsmeisterschaften, zum Einsatz. Im Jahr zuvor hatte er dort noch in der niedrigsten Klasse gespielt. 2013 hatte er erstmals mehr als 2000 Elo-Punkte, Anfang 2014 schlug er beim Open in Prag drei Internationale Meister, und noch im selben Jahr übersprang er die 2300-Elo-Hürde, wodurch er im Alter von 15 Jahren zum damals jüngsten FIDE-Meister der österreichischen Schachgeschichte avancierte.
Alle drei zum IM-Titel notwendigen Normen erspielte sich Dragnev im Jahr 2015: Im Februar besiegte er in Gibraltar zwei Großmeister, die weiteren Normen folgten im Juni in Budweis und im August beim Vienna Chess Open in Wien, wo er von neun Partien nur eine verlor und eine Elo-Performance von 2539 erzielte. Nach dem Erreichen der notwendigen Elo-Zahl von 2400 wurde ihm Ende März 2016 vom Weltschachbund FIDE der Titel "Internationaler Meister" verliehen. Wieder war Dragnev der bisher jüngste Österreicher, dem das gelang, er übernahm diesen Rekord von Markus Ragger.
Ende 2016 belegte Dragnev den 2. Platz beim Open in Zadar. Mit 6,5 Punkten aus 9 Partien und einer Elo-Performance von 2627 holte der 17-Jährige seine erste GM-Norm. Anfang Februar 2017 schien er in der FIDE-Eloliste erstmals mit mehr als 2500 Elo auf. Zeitgleich erwies sich der Felsen von Gibraltar erneut als guter Boden für ihn, wo er u. a. mit einem Sieg gegen Wassyl Iwantschuk seine zweite GM-Norm fixierte. Ein Jahr später verpasste er an selber Stelle eine GM-Norm erst in der Schlussrunde. Die dritte und letzte erforderliche GM-Norm erspielte er schließlich in der Schachbundesliga 2017/18. Im Juli 2018 wurde ihm der Großmeistertitel verliehen.

## Vereine und Nationalmannschaft
In der Österreichischen Bundesliga spielt Dragnev nach wie vor beim SK Ottakring, in der Deutschen Bundesliga seit 2015/16 beim FC Bayern München und in der tschechischen Extraliga seit 2017/18 für den ŠK DURAS BVK Královo Pole.
Im Nationalteam kam Valentin Dragnev erstmals beim Mitropa Cup 2016 zum Einsatz, als er in allen seinen acht Begegnungen ungeschlagen blieb (vier Siege, vier Remis, Elo-Leistung 2638). Ebenfalls 2016 bestritt er für Österreich sieben Partien (+4 =2 −1) bei der 42. Schacholympiade in Baku.